# Liste der Mannschaften der Segunda División 'B' (Mexiko)
Die Liste der Mannschaften der Segunda División 'B'  beinhaltet alle Teilnehmer, die während des Bestehens von 1982/83 bis 1993/94 an dieser neu geschaffenen dritten mexikanischen Fußballliga teilgenommen haben. Diese Liga nahm der Tercera División ihren vorherigen Rang als drittklassiger Spielklasse im mexikanischen Ligasystem ab, wodurch die Tercera División de facto viertklassig wurde, und übergab nach Gründung der neuen zweitklassigen Primera División 'A' zur Saison 1994/95 ihren Status als dritter Liga an die bisher zweitklassige Segunda División. Durch diesen Wechsel zur Saison 1994/95 war die Segunda División 'B' überflüssig geworden und wurde eingestellt.  

## Teilnehmer der Segunda División 'B'
| Verein                     | Stadt                 | Bundesstaat      | Spielzeiten                      |
| -------------------------- | --------------------- | ---------------- | -------------------------------- |
| CD Abasolo                 | Abasolo               | Guanajuato       | 1991/92                          |
| CD Aguascalientes          | Aguascalientes        | Aguascalientes   | 1988/89–1990/91                  |
| Águila Progreso Industrial | Nicolás Romero        | México           | 1988/89–1992/93                  |
| Alacranes de Durango       | Durango               | Durango          | 1982/83                          |
| Club Apatzingán            | Apatzingán            | Michoacán        | 1988/89–1989/90                  |
| Átomos de Minatitlán       | Minatitlán            | Veracruz         | 1982/83–1986/87                  |
| Club Ayense                | Ayense                | Jalisco          | 1990/91                          |
| CSD Azucareros             | Córdoba               | Veracruz         | 1986/87                          |
| Atlético Bachilleres       | Guadalajara           | Jalisco          | 1982/83–1988/89, 1993/94         |
| Bucaneros de Vallarta      | Puerto Vallarta       | Jalisco          | 1992/93                          |
| Cacaoteros de Tabasco      | Villahermosa          | Tabasco          | 1982/83–1984/85                  |
| Cachorros Neza             | Nezahualcóyotl        | México           | 1982/83–1989/90                  |
| Cachorros de Zamora        | Zamora                | Michoacán        | 1989/90, 1991/92, 1993/94        |
| Camaroneros de Salina Cruz | Salina Cruz           | Oaxaca           | 1983/84                          |
| Celaya FC                  | Celaya                | Guanajuato       | 1982/83, 1986/87                 |
| Chayotes de Tenancingo     | Tenancingo            | Colima           | 1983/84                          |
| CD Chetumal                | Chetumal              | Quintana Roo     | 1992/93, 1993/94                 |
| C.R.E.A.                   | Juchipila             | Zacatecas        | 1987/88                          |
| Cruz Azul Hidalgo          | Cd. Cooperativa       | Hidalgo          | 1990/91–1993/94                  |
| Cruz Azul Oaxaca           | Oaxaca                | Oaxaca           | 1993/94                          |
| CD Cuautla                 | Cuautla               | Morelos          | 1983/84–1987/88, 1993/94         |
| Atlético Cuernavaca        | Cuernavaca            | Morelos          | 1990/91                          |
| Delfines de Xalapa         | Xalapa                | Veracruz         | 1992/93–1993/94                  |
| Estudiantes de Chiapas     | Tuxtla Gutiérrez      | Chiapas          | 1982/83, 1987/88–1989/90         |
| F.E.G.                     | Guadalajara           | Jalisco          | 1989/90–1990/91                  |
| Galicía                    | Cuernavaca            | Morelos          | 1985/86–1988/89                  |
| Gallos de Satélite         | Mexiko-Stadt          | Distrito Federal | 1984/85                          |
| Guerreros de Acapulco      | Acapulco              | Guerrero         | 1987/88–1989/90, 1991/92–1993/94 |
| Halcones de Marina         | Alvarado              | Veracruz         | 1985/86–1990/91                  |
| Deportivo Iguala           | Iguala                | Guerrero         | 1982/83–1986/87                  |
| Imperio Alal               | Zapopan               | Jalisco          | 1988/89–1991/92                  |
| CD Irapuato                | Irapuato              | Guanajuato       | 1982/83                          |
| CD Industrial              | Tepatitlán de Morelos | Jalisco          | 1982/83–1991/92                  |
| Jabatos de Nuevo León      | Monterrey             | Nuevo León       | 1987/88                          |
| Jaguares de Tabasco        | Villahermosa          | Tabasco          | 1993/94                          |
| CSD Jalisco                | Guadalajara           | Jalisco          | 1993/94                          |
| Jimex                      | Mexiko-Stadt          | Distrito Federal | 1988/89                          |
| Lagos de Moreno            | Lagos de Moreno       | Jalisco          | 1984/85                          |
| CF Laguna                  | Torreón               | Coahuila         | 1987/88–1988/89                  |
| Leones de Aguascalientes   | Aguascalientes        | Aguascalientes   | 1991/92                          |
| Limoneros de Fútbol        | Martínez de la Torre  | Veracruz         | 1982/83–1985/86                  |
| Linces de San Luis         | San Luis Potosí       | San Luis Potosí  | 1988/89                          |
| Lobos de Tlaxcala          | Tlaxcala              | Tlaxcala         | 1982/83–1986/87                  |
| Mineros de Zacatecas       | Zacatecas             | Zacatecas        | 1987/88–1989/90                  |
| Nuevo Necaxa               | Amacameca             | México           | 1987/88                          |
| CF Oaxaca                  | Oaxaca                | Oaxaca           | 1988/89–1992/93                  |
| Oaxaca B                   | Oaxaca                | Oaxaca           | 1985/86                          |
| Ola Naranja                | Zacatecas             | Zacatecas        | 1990/91                          |
| Orizaba FC                 | Orizaba               | Veracruz         | 1982/83–1985/86, 1990/91–1993/94 |
| CF Pachuca                 | Pachuca               | Hidalgo          | 1987/88                          |
| Panteras de Aguascalientes | Aguascalientes        | Aguascalientes   | 1983/84–1984/85                  |
| Panteras de Torreón        | Torreón               | Coahuila         | 1984/85–1986/87                  |
| Pioneros de Cancún         | Cancún                | Quintana Roo     | 1989/90                          |
| Pioneros de Yautepec       | Yautepec              | Morelos          | 1990/91–1991/92, 1993/94         |
| Pumas E.N.E.P.             | Mexiko-Stadt          | Distrito Federal | 1983/84–1984/85, 1990/91–1991/92 |
| Real Hidalgo               | Pachuca               | Hidalgo          | 1993/94                          |
| Reboceros de La Piedad     | La Piedad             | Michoacán        | 1984/85, 1993/94                 |
| Salamanca FC               | Salamanca             | Guanajuato       | 1987/88–1988/89                  |
| Salmantino                 | Salamanca             | Guanajuato       | 1982/83                          |
| CD San Mateo Atenco        | San Mateo Atenco      | México           | 1986/87, 1988/89                 |
| CD San Miguel Allende      | San Miguel de Allende | Guanajuato       | 1986/87                          |
| San Sebastián              | León                  | Guanajuato       | 1993/94                          |
| Santos I.M.S.S.            | Santa Cruz Tlaxcala   | Tlaxcala         | 1982/83                          |
| Santos Laguna              | Torreón               | Coahuila         | 1983/84                          |
| Santos de San Luis         | San Luis Potosí       | San Luis Potosí  | 1985/86, 1992/93                 |
| S.U.O.O.                   | Cuautitlán Izcalli    | México           | 1984/85–1986/87, 1990/91         |
| CD Tapatío                 | Guadalajara           | Jalisco          | 1983/84–1985/86, 1989/90–1993/94 |
| Tecomán FC                 | Tecomán               | Colima           | 1992/93                          |
| Deportivo Tepatitlán       | Tepatitlán            | Jalisco          | 1986/87–1991/92                  |
| CD Texcoco B               | Texcoco               | México           | 1984/85                          |
| CD Texcoco                 | Texcoco               | México           | 1985/86                          |
| Deportivo Teziutlán        | Teziutlán             | Puebla           | 1986/87–1989/90                  |
| C.U. Tlaxcala              | Tlaxcala              | Tlaxcala         | 1990/91–1991/92, 1993/94         |
| U.A.B.J.                   | Saltillo              | Coahuila         | 1982/83, 1984/85                 |
| UAdeC                      | Oaxaca                | Oaxaca           | 1987/88                          |
| U.A.Q.                     | Querétaro             | Querétaro        | 1983/84, 1992/93                 |
| U.A.T.                     | Ciudad Victoria       | Tamaulipas       | 1982/83                          |
| U.P.A.E.P.                 | Puebla                | Puebla           | 1982/83–1985/86                  |
| CD Uruapan                 | Uruapan               | Michoacán        | 1982/83–1987/88, 1989/90         |
| U.V. de Xalapa             | Xalapa                | Veracruz         | 1982/83–1984/85                  |
| Valores de Papantla        | Papantla              | Veracruz         | 1992/93                          |
| Grupo Yucatán              | Mérida                | Yucatán          | 1989/90                          |
| CD Zamora                  | Zamora                | Michoacán        | 1985/86–1987/88                  |
| CD Zitlaltepec             | San Juan Zitlaltepec  | México           | 1991/92–1992/93                  |